# Europa Cup (korfbal) 1994
De Europa Cup korfbal 1994 was de 9e editie van dit internationale zaalkorfbaltoernooi. Voor de eerste keer in de toernooigeschiedenis werd het toernooi in Tsjechië gespeeld. 

## Deelnemers
Poule A
| Club       | Plaats         |
| ---------- | -------------- |
| Borgerhout | Antwerpen      |
| Grün-Weiss | Castrop-Rauxel |
| Sangalhos  | Lissabon       |
| VKC Kolín  | Kolín          |

Poule B
| Club         | Plaats    |
| ------------ | --------- |
| Deetos       | Dordrecht |
| Armsikopi    | Jerevan   |
| CK Egara '85 | Terrassa  |
| Vultrix      | Londen    |

### Poulefase
Poule A
| Thuisploeg |   | Uitploeg   | Uitslag |
| ---------- | - | ---------- | ------- |
| Borgerhout | - | Sangalhos  | 14-8    |
| Grün-Weiss | - | VKC Kolín  | 14-8    |
| Sangalhos  | - | VKC Kolín  | 12-15   |
| Borgerhout | - | Grün-Weiss | 22-14   |

Poule B
| Thuisploeg |   | Uitploeg     | Uitslag |
| ---------- | - | ------------ | ------- |
| Vultrix    | - | Armsikopi    | 14-13   |
| Deetos     | - | CK Egara '85 | 27-13   |
| Armsikopi  | - | CK Egara '85 | 16-12   |
| Vultrix    | - | Deetos       | 11-30   |

## Finales
| 7e&8e plaats |              |    |
|              |              |    |
| A4           | Sangalhos    | 14 |
| B4           | CK Egara '85 | 11 |

| 5e&6e plaats |           |    |
|              |           |    |
| A3           | VKC Kolín | 18 |
| B3           | Armsikopi | 13 |

| 3e&4e plaats |            |    |
|              |            |    |
| A2           | Grün-Weiss | 11 |
| B2           | Vultrix    | 9  |

| Finale |            |    |
|        |            |    |
| A1     | Deetos     | 20 |
| B1     | Borgerhout | 7  |

| Kampioen EuropaCup 1994 |
| ----------------------- |
| Deetos Tweede titel     |

## Eindklassement
| Positie | Club         |
| ------- | ------------ |
| Goud    | Deetos       |
| Zilver  | Borgerhout   |
| Brons   | Grün-Weiss   |
| 4       | Vultrix      |
| 5       | VKC Kolín    |
| 6       | Armsikopi    |
| 7       | Sangalhos    |
| 8       | CK Egara '85 |

1967 ·
1968 ·
1969 ·
1970 ·
1971 ·
1972 ·
1973 ·
1974 ·
1975 ·
1976 ·
1977 ·
1978 ·
1979 ·
1980 ·
1981 ·
1982 ·
1983 ·
1985 ·
1986 ·
1988 ·
1989 ·
1990 ·
1991 ·
1992 ·
1993 ·
1994 ·
1995 ·
1996 ·
1997 ·
1998 ·
1999 ·
2000 ·

2001 ·
2002 ·
2003 ·
2004 ·
2005 ·
2006 ·
2007 ·
2008 ·
2009 ·
2010 ·
2011 ·
2012 ·
2013 ·
2014 ·
2015 ·
2016 ·
2017 ·
2018 ·
2019 ·
2020 ·
2021 ·
2022